# Рудка (Чернігівський район)
Ру́дка — село в Україні, у Новобілоуській сільській громаді Чернігівського району Чернігівської області. До 2018 орган місцевого самоврядування — Рудківська сільська рада.
Населення становить 777 осіб.

## Розташування
Рудка — центр Рудківської сільської ради до 2018. Село розташоване на річці Струзі (притоці Білоуса), за 16 км від райцентру.
Сусідні населені пункти:

## Клімат
Клімат у Рудці помірно континентальний. Середньорічна температура повітря становить 6,7 °C, найнижча вона у січні (мінус 7,1 °C), найвища — в липні (18,7 °C).
У середньому за рік у Рудці випадає 599 мм атмосферних опадів, найменше — у березні та жовтні, найбільше — у червні та липні.
Відносна вологість повітря в середньому за рік становить 79 %, найменша вона у травні (69 %), найбільша — у грудні (89 %).
Найменша хмарність спостерігається в серпні, найбільша — у грудні.
Найбільша швидкість вітру — взимку, найменша — влітку. У січні вона в середньому становить 4,3 м/с, у липні — 3,2 м/с.

## Історія
Засноване село не пізніше ІІ чв. XVII ст. (на сайті ВРУ історична дата утворення — 1720 рік). Вперше згадується в універсалі гетьмана Юрія Хмельницького 1660 р. про пожалування сіл Мохнатина, Юр'ївки та Рудки чернігівському П'ятницькому монастирю.
У 1736 р. в селі Рудка з «деревнями» проживало 34 козацькі родини, у 1765-67 рр. — 11 козацьких родин і 28 селянських — підданих П'ятницького монастиря. В цей час (1759-64) тут збудовано дерев'яну Георгіївську церкву, існував приїжджий двір монастиря. Проживали священик, два церковники, козаків виборних 3-3, підпомічників 8-11, посполитих монастиря 38-49.
За даними на 1859 рік у казенному, козацькому й власницькому селі Чернігівського повіту Чернігівської губернії мешкало 717 осіб (360 чоловічої статі та 357 — жіночої), налічувалось 155 дворових господарств, існувала православна церква.
Станом на 1886 у колишньому державному й власницькому селі Довжицької волості мешкало 926 осіб налічувалось 176 дворових господарств, існували православна церква, постоялий будинок, вітряний млин.
За переписом 1897 року кількість мешканців зросла до 970 осіб (487 чоловічої статі та 483 — жіночої), з яких всі — православної віри.
У лютому 1931 року створено колгосп ім. Кагановича (23 господарства). У 29-30 роках проходили виступи проти кампанії землеустрою. До сільради ввійшло 3 населені пункти Рудка(452 чол.79 госп), Березівка(361 чол. 74 госп)і хутір Янівка(203 чол. 46 госп)разом 1016 чоловік і 199 господарств.
У Другій світовій війні брали участь 288 жителів села,162 загинули.
05 лютого 1965 року Указом Президії Верховної Ради Української РСР передано Довжицьку, Пльохівську, Рудківську, Хмільницьку та Шибиринівську Ріпкинського району — до складу Чернігівського району.
Поблизу села виявлено поселення та курганний могильник часів Київської Русі.
12 червня 2020 року, відповідно до розпорядження Кабінету Міністрів України № 730-р від «Про визначення адміністративних центрів та затвердження територій територіальних громад Чернігівської області», село увійшло до складу Новобілоуської сільської громади.
19 липня 2020 року, в результаті адміністративно-територіальної реформи та ліквідації колишнього Чернігівського району, село увійшло до складу новоутвореного Чернігівського району.

## Населення
1859 року в селі мешкало 717 осіб (360 чоловічої статі та 357 — жіночої), налічувалось 155 дворових господарств.
У 1886 році в селі мешкало 926 осіб налічувалось 176 дворових господарств.
У 1970 року в селі мешкало 1114 осіб, налічувалось 357 дворових господарств.
Станом на 2001 рік, населення села налічувало 777 особи.
| 1859  | 1886  | 1970   | 2001  |
| ----- | ----- | ------ | ----- |
| → 717 | ↗ 926 | ↗ 1114 | ↘ 777 |

Розподіл населення за рідною мовою (2001).
| українська | російська |
| ---------- | --------- |
| 98.46 %    | 1.50 %    |

## Видатні люди
- Карпинський Костянтин Тимофійович (1867—1947), український історик-краєзнавець, бібліограф, археолог". Настоятель Георгіївської церкви села Рудка (1901—1908).

## Світлини села

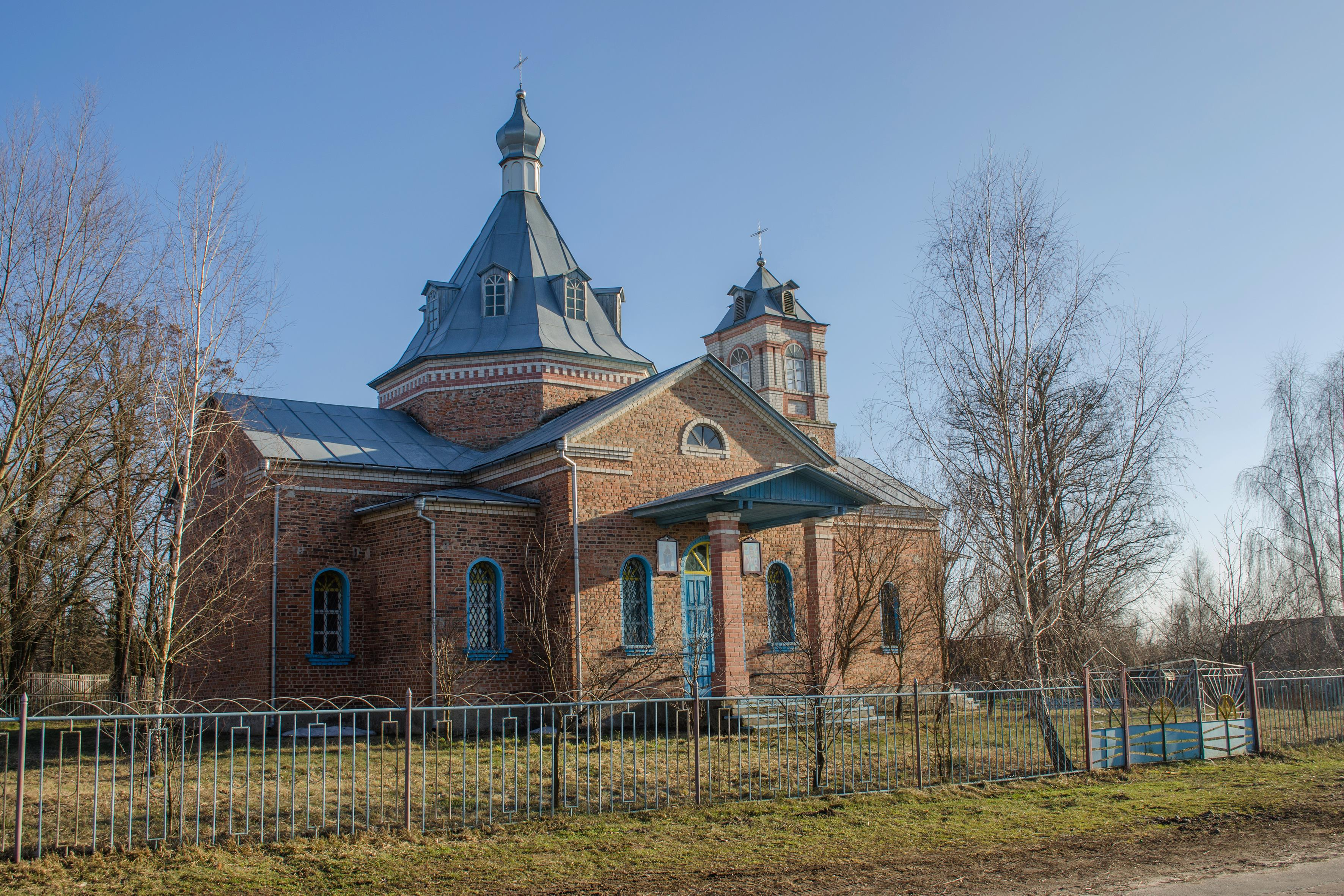
Церква
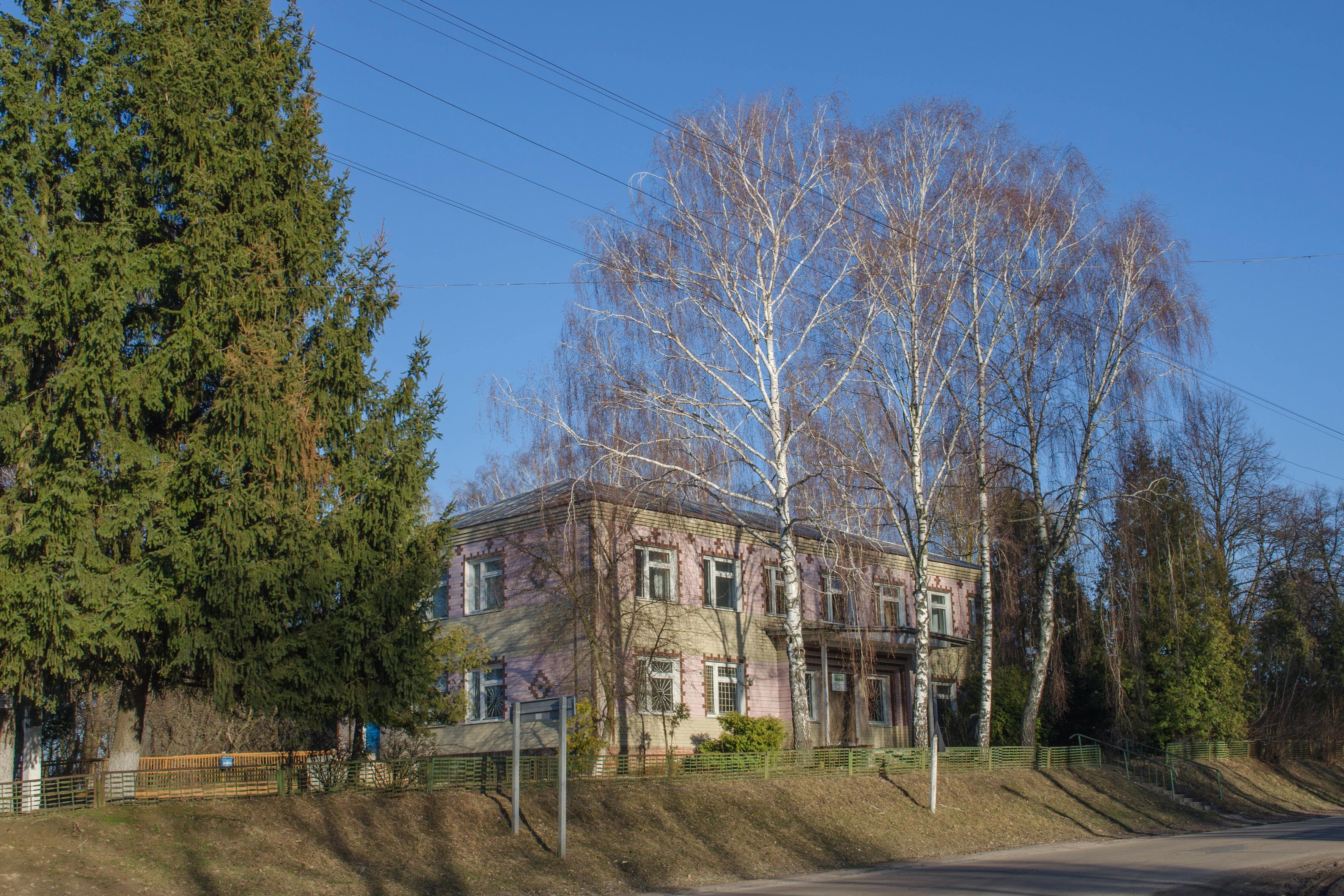
Пошта
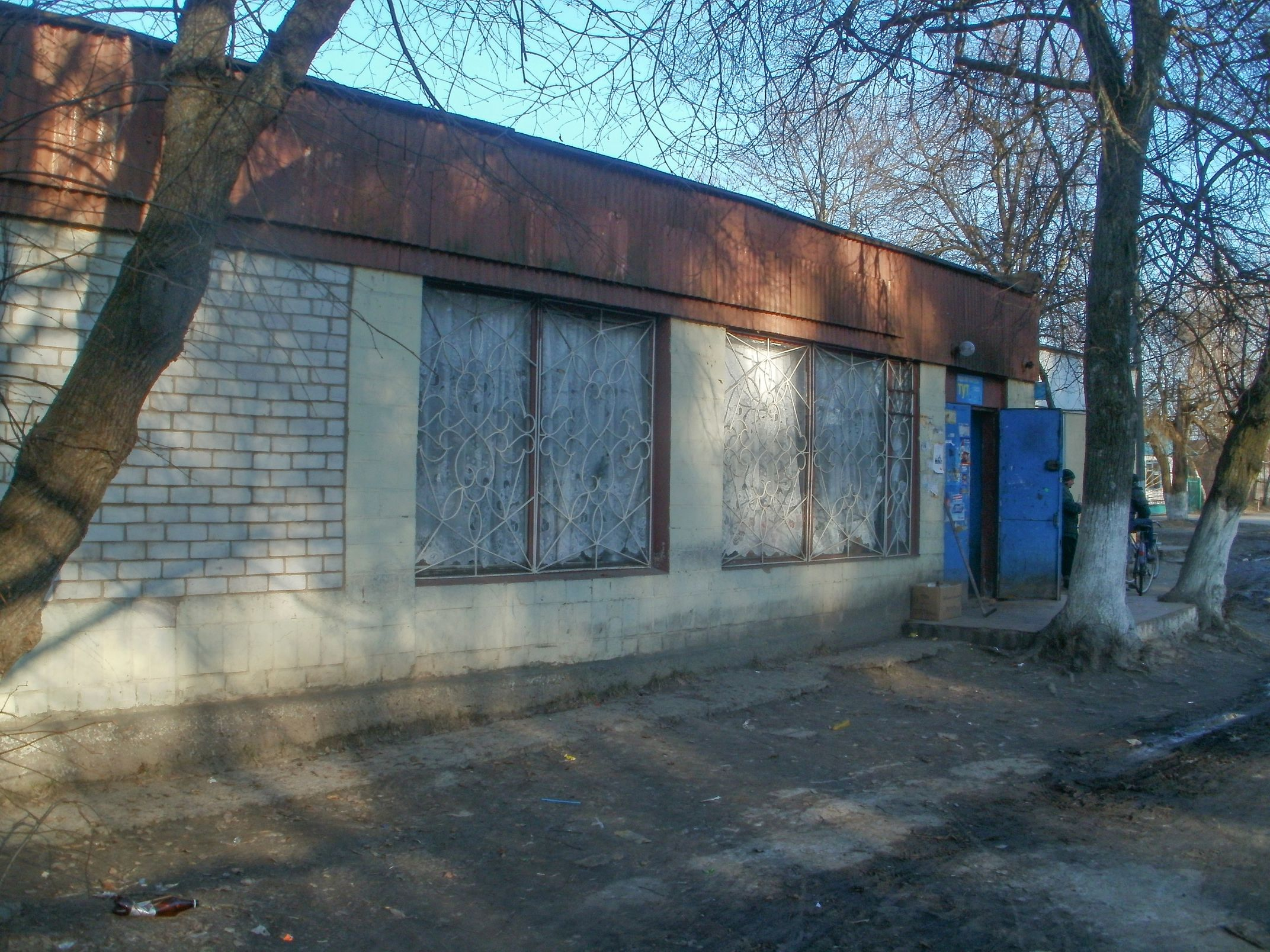
Магазин
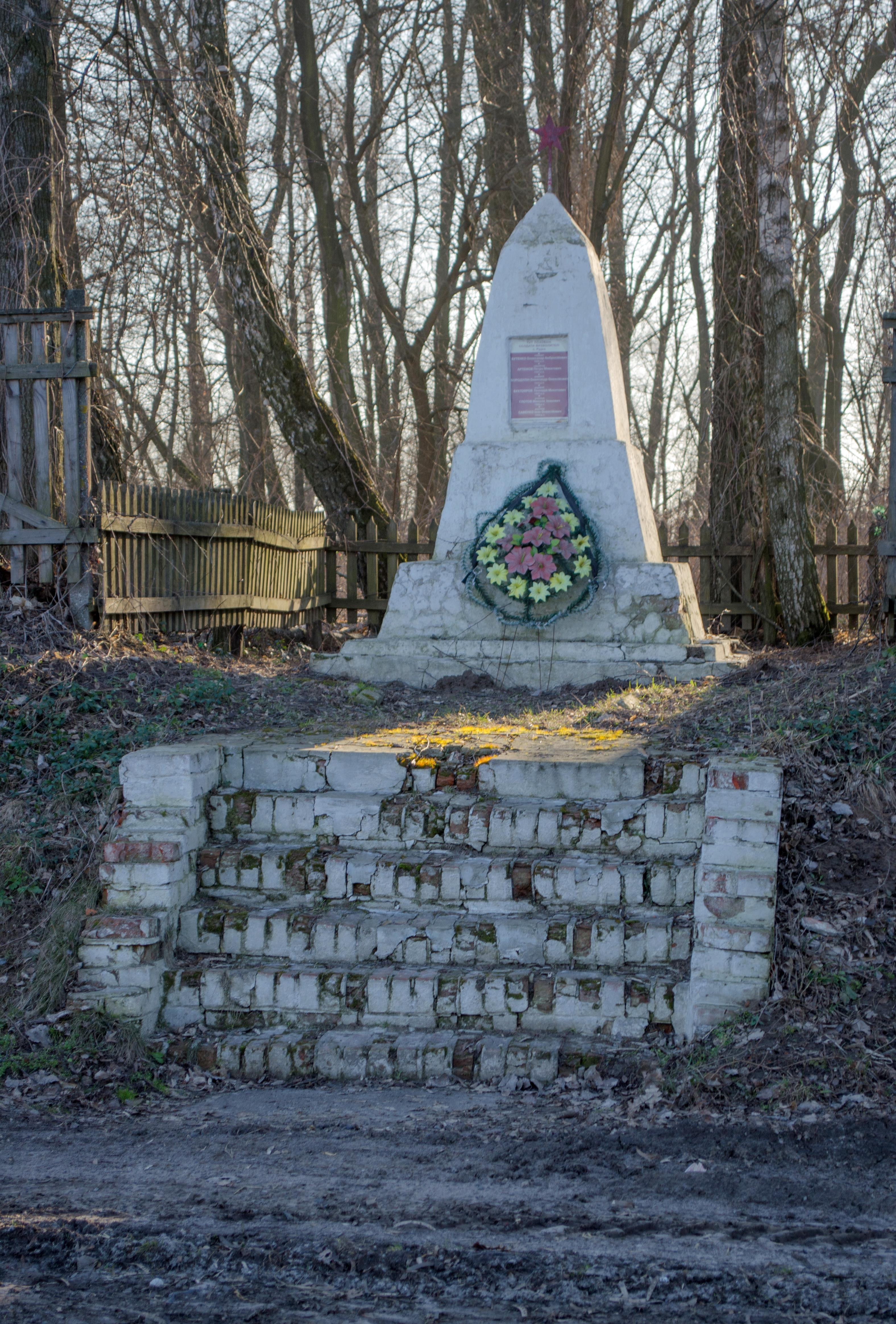
Братська могила
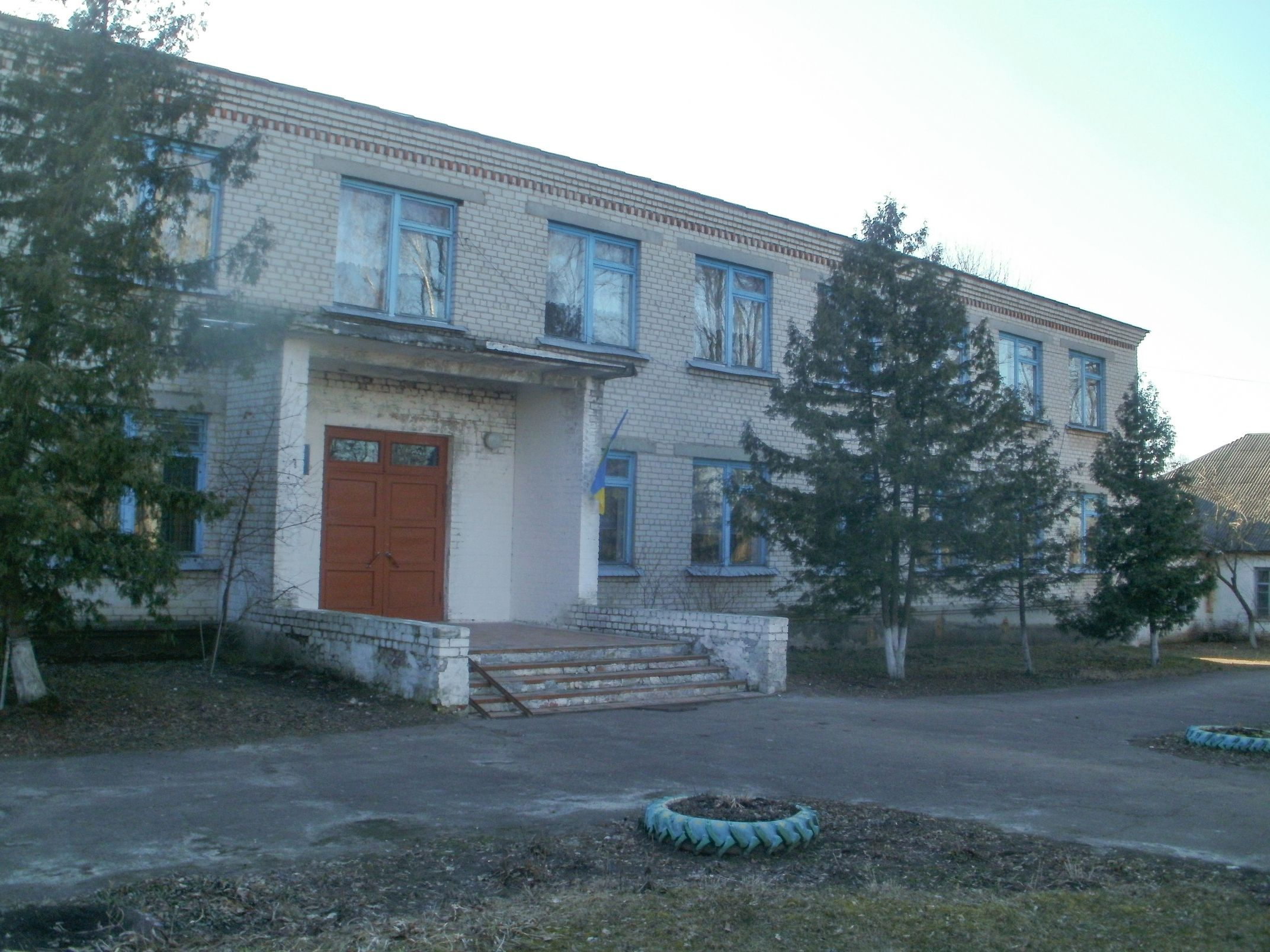
Школа
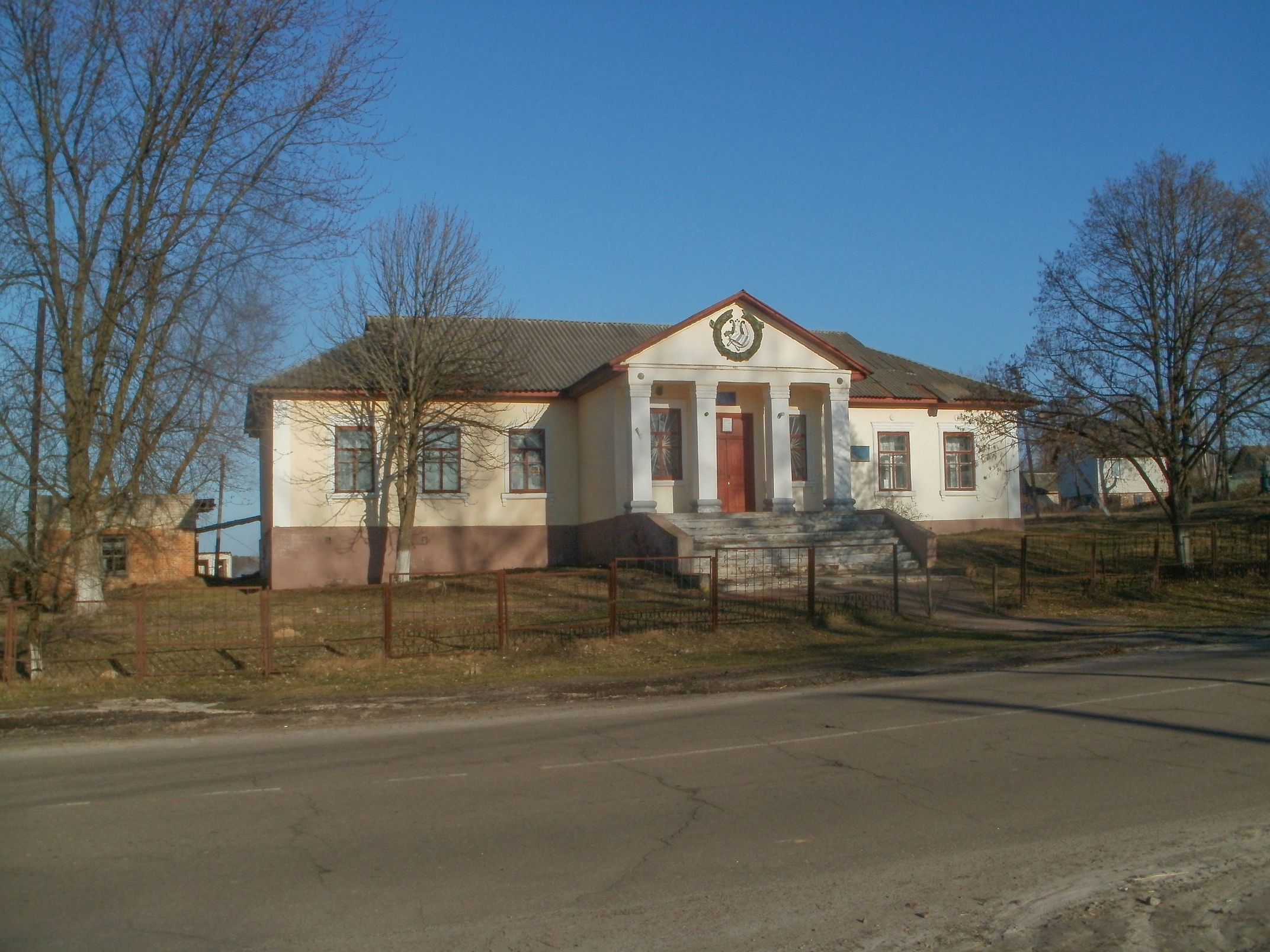
Клуб
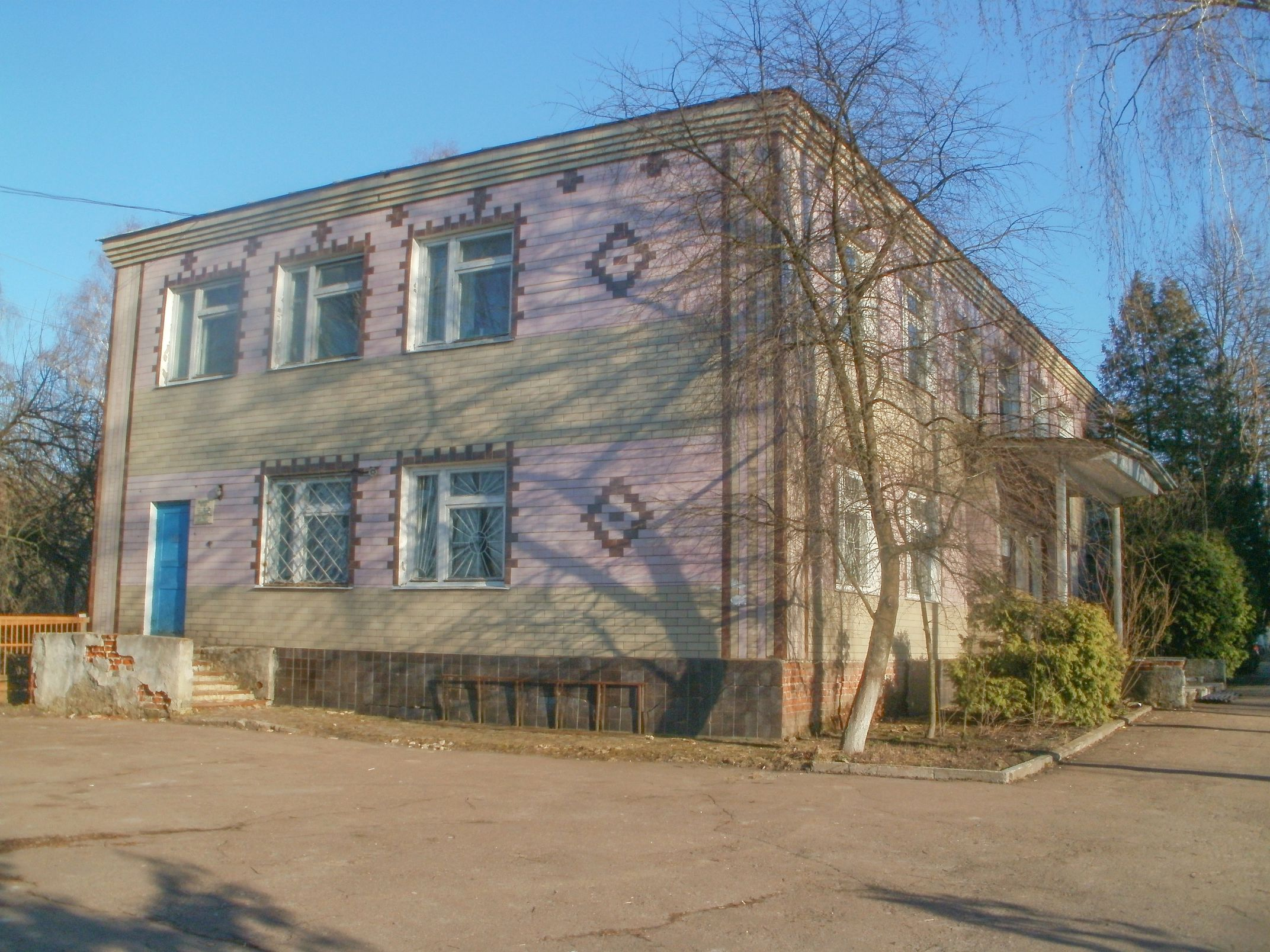
Пошта
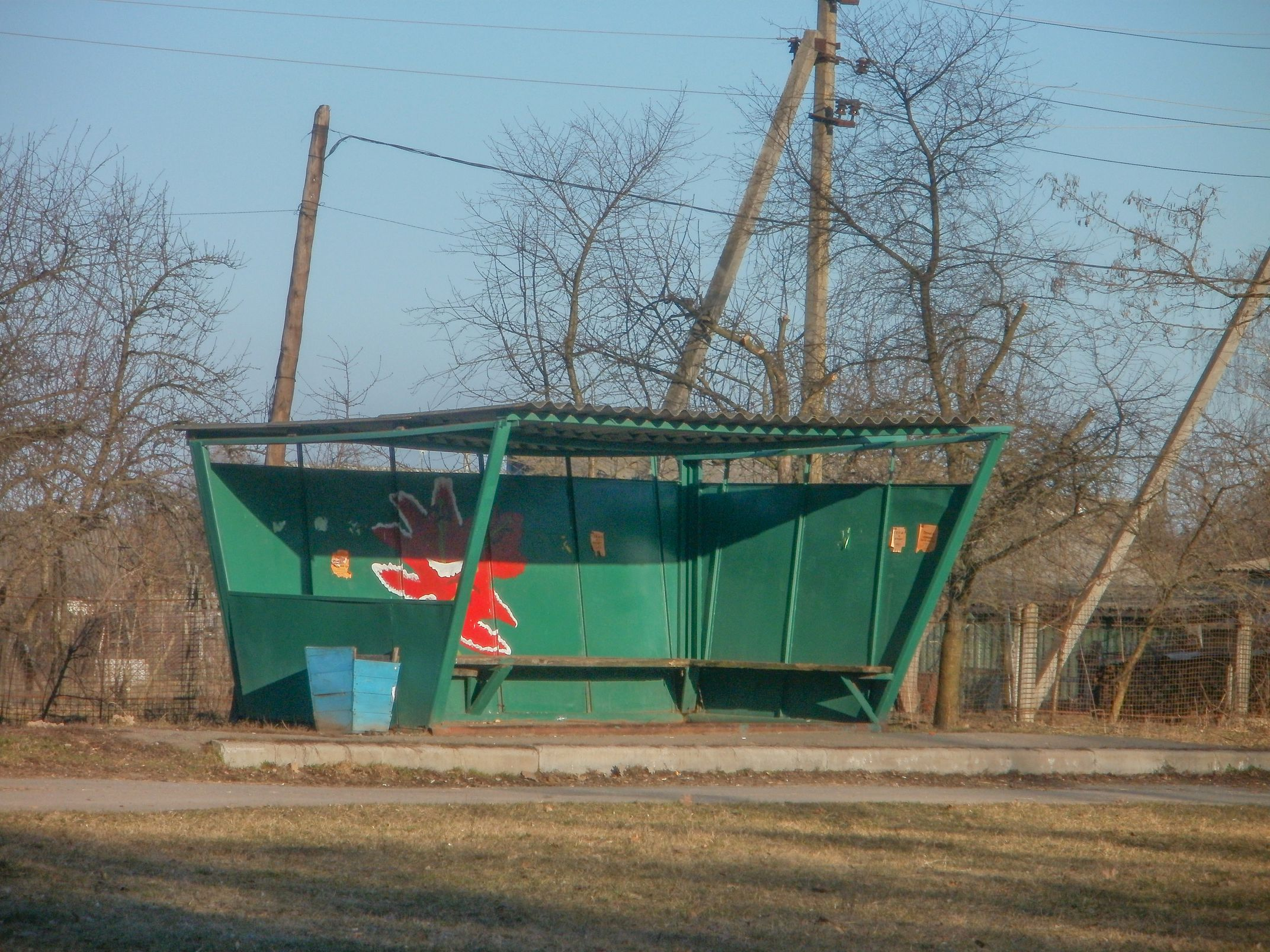
Автобусна зупинка
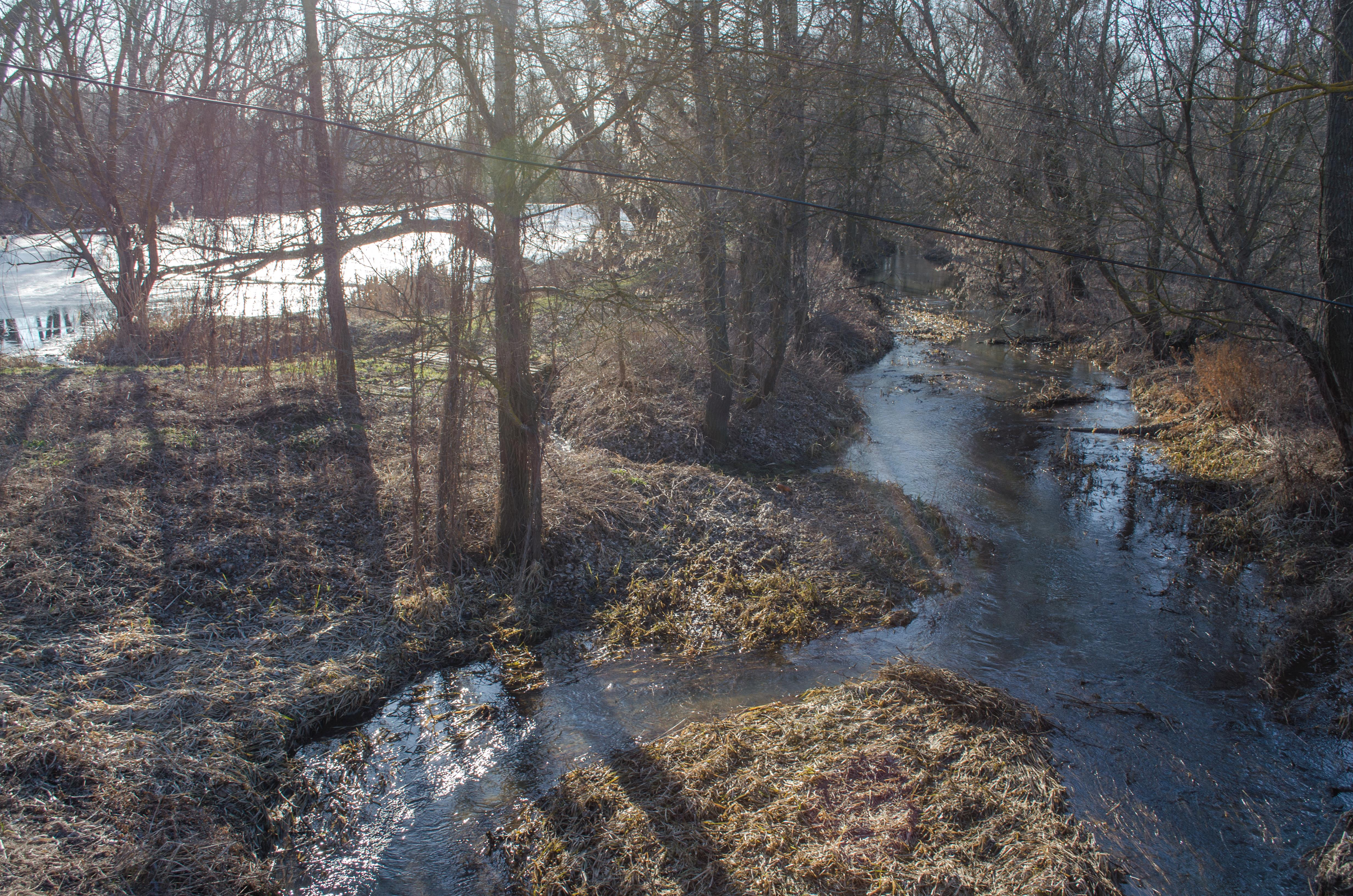
р. Струга
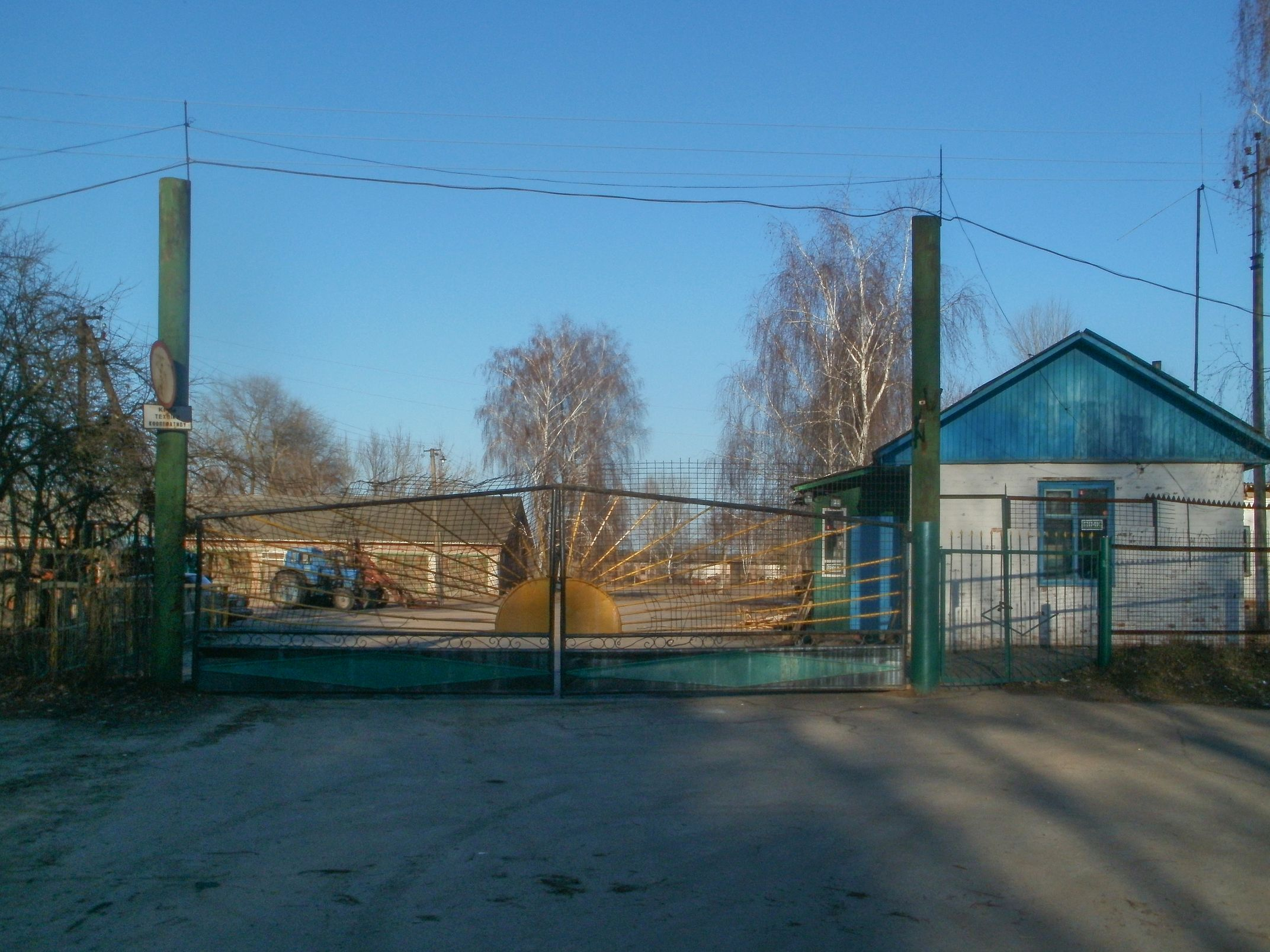
Прохідна
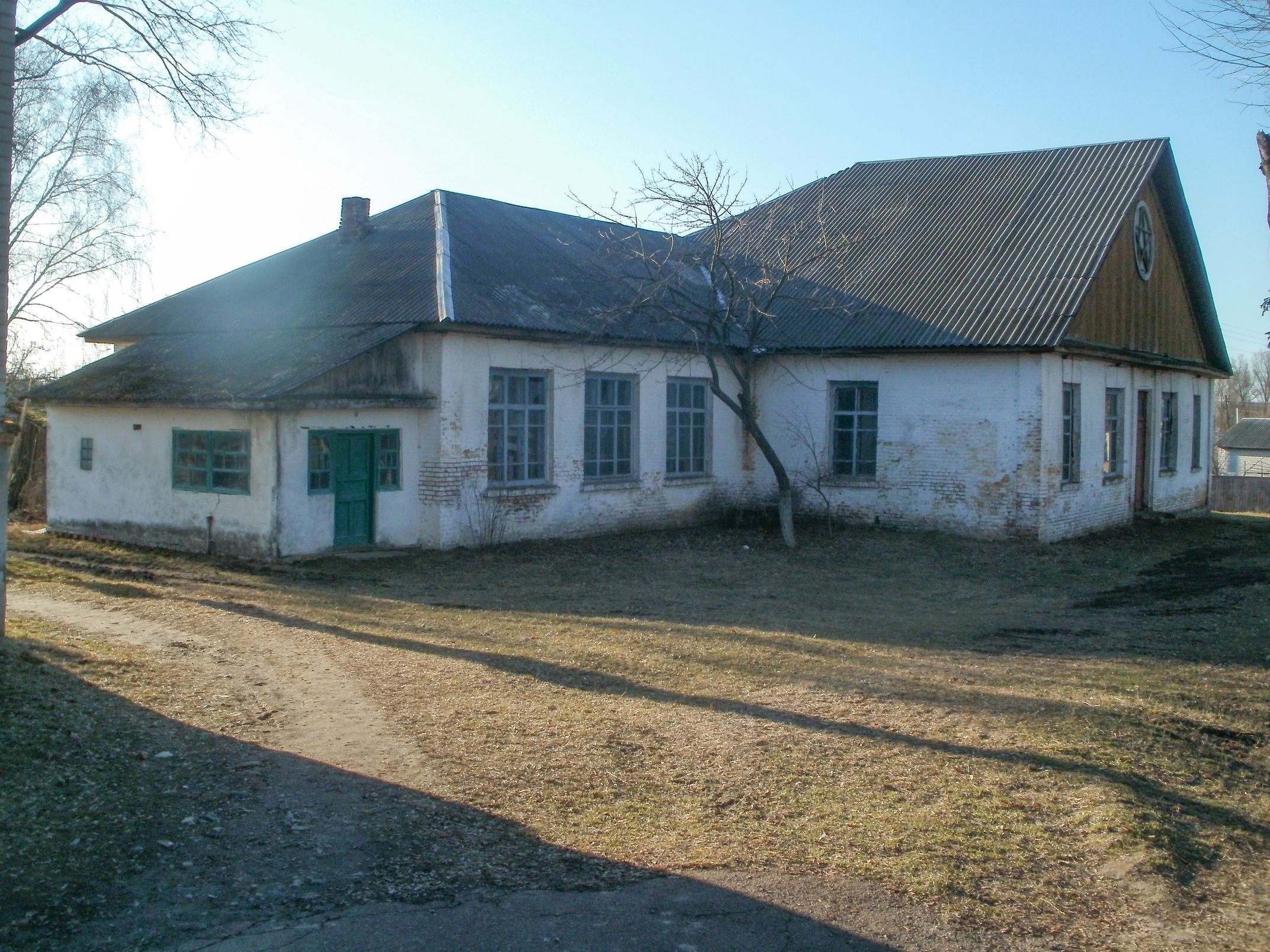
Стара школа
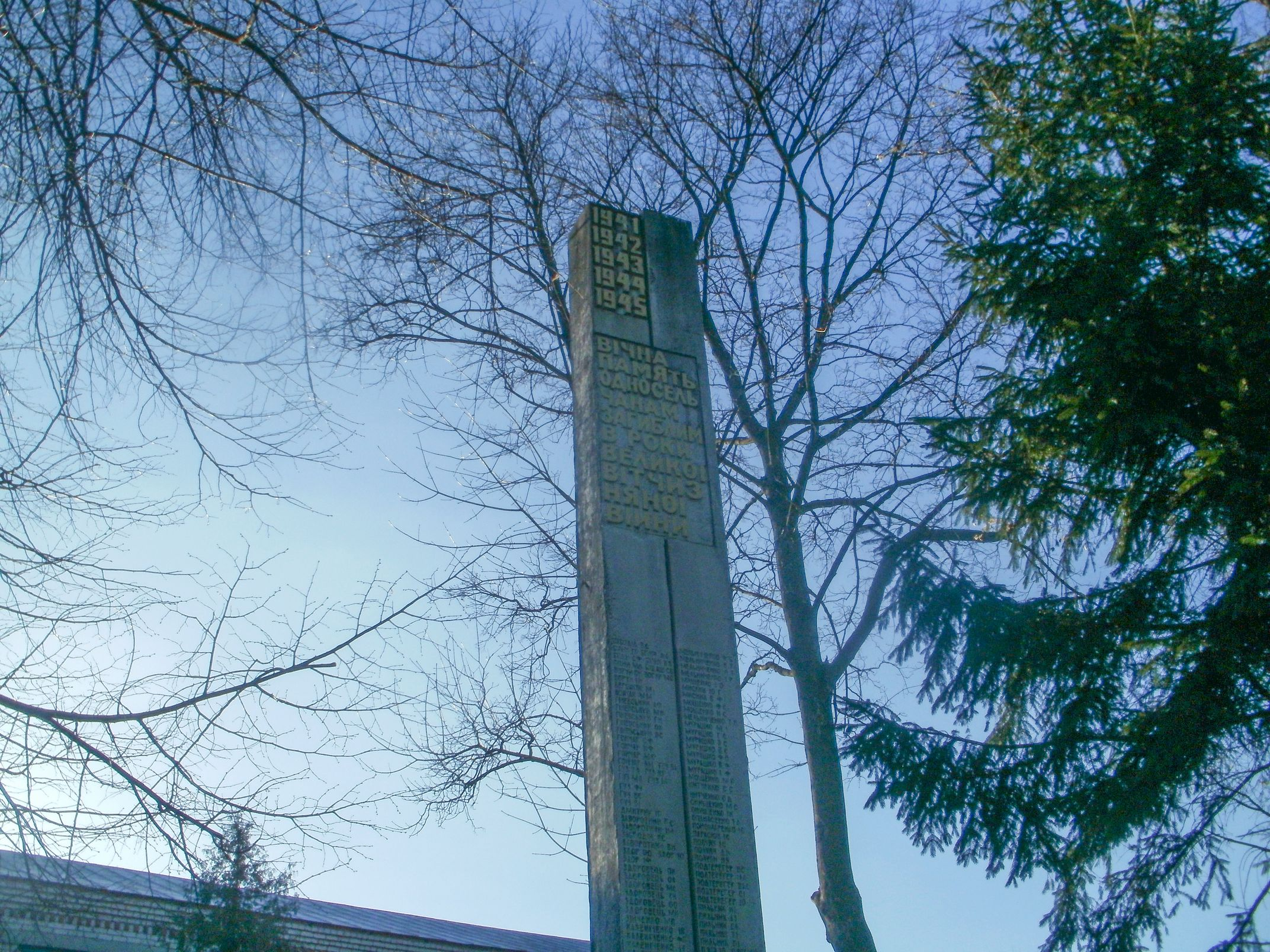
Обеліск
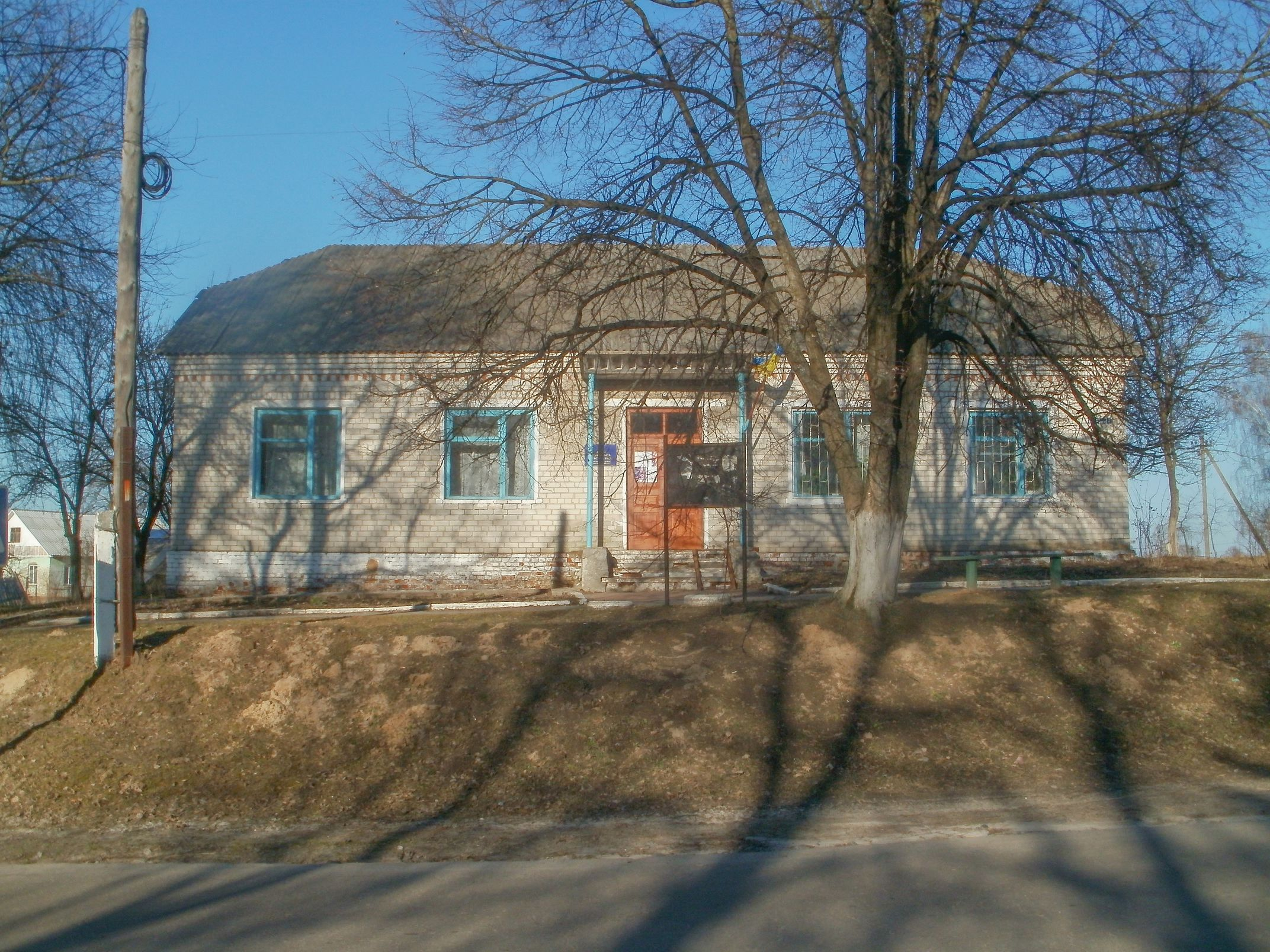
Сільська рада
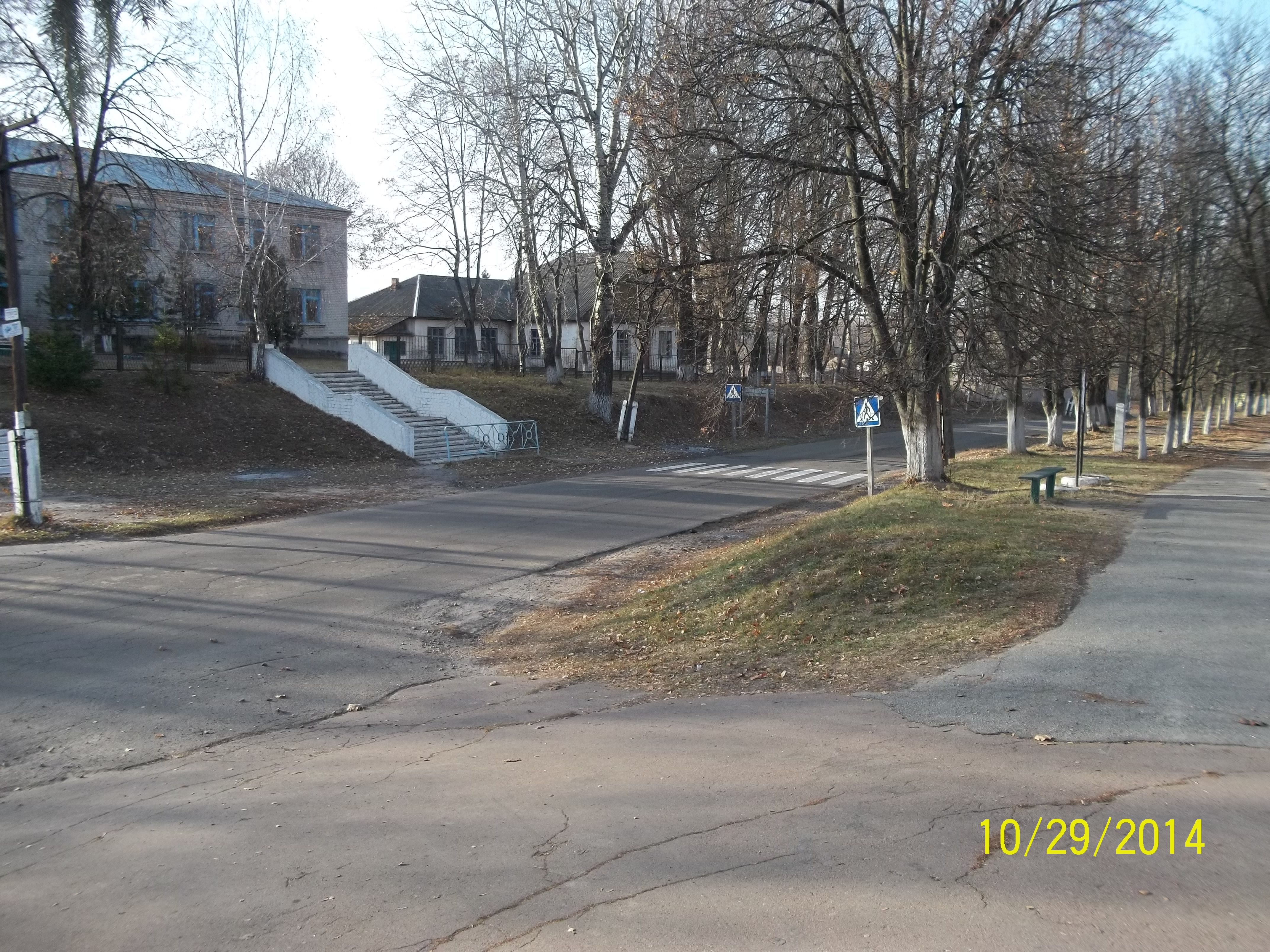
Центр села,школа
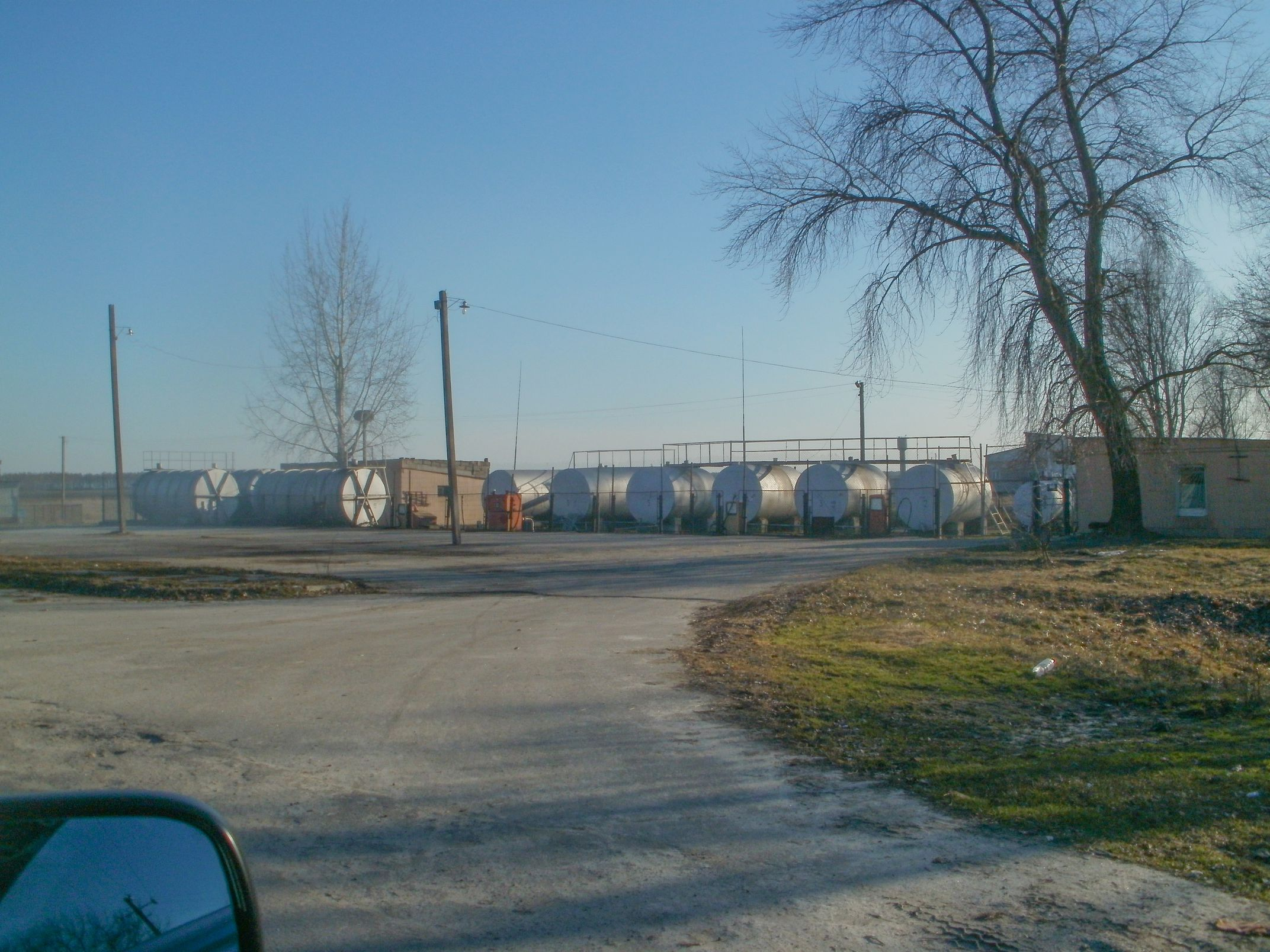
Автозаправна станція
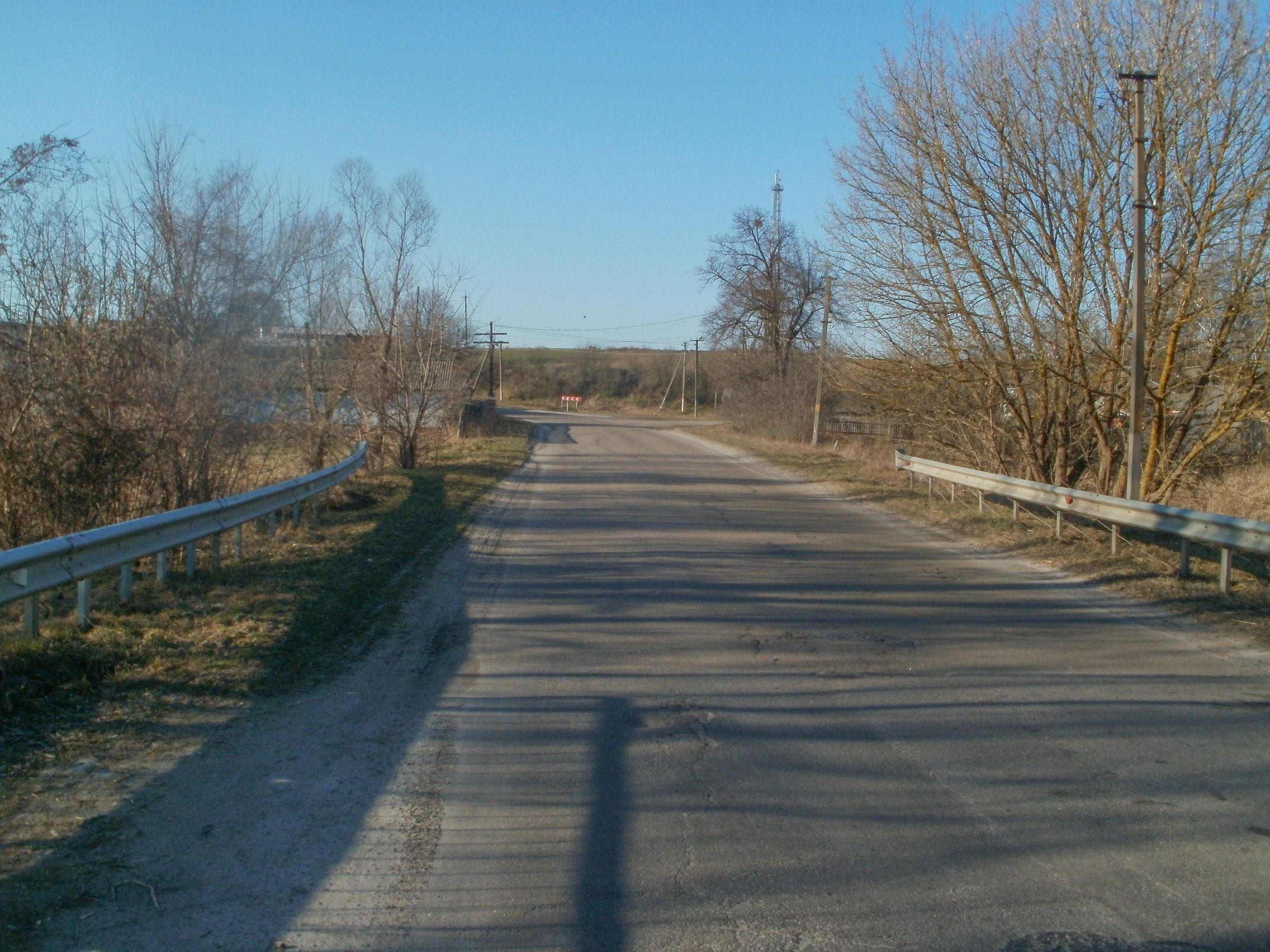
Дорога,міст
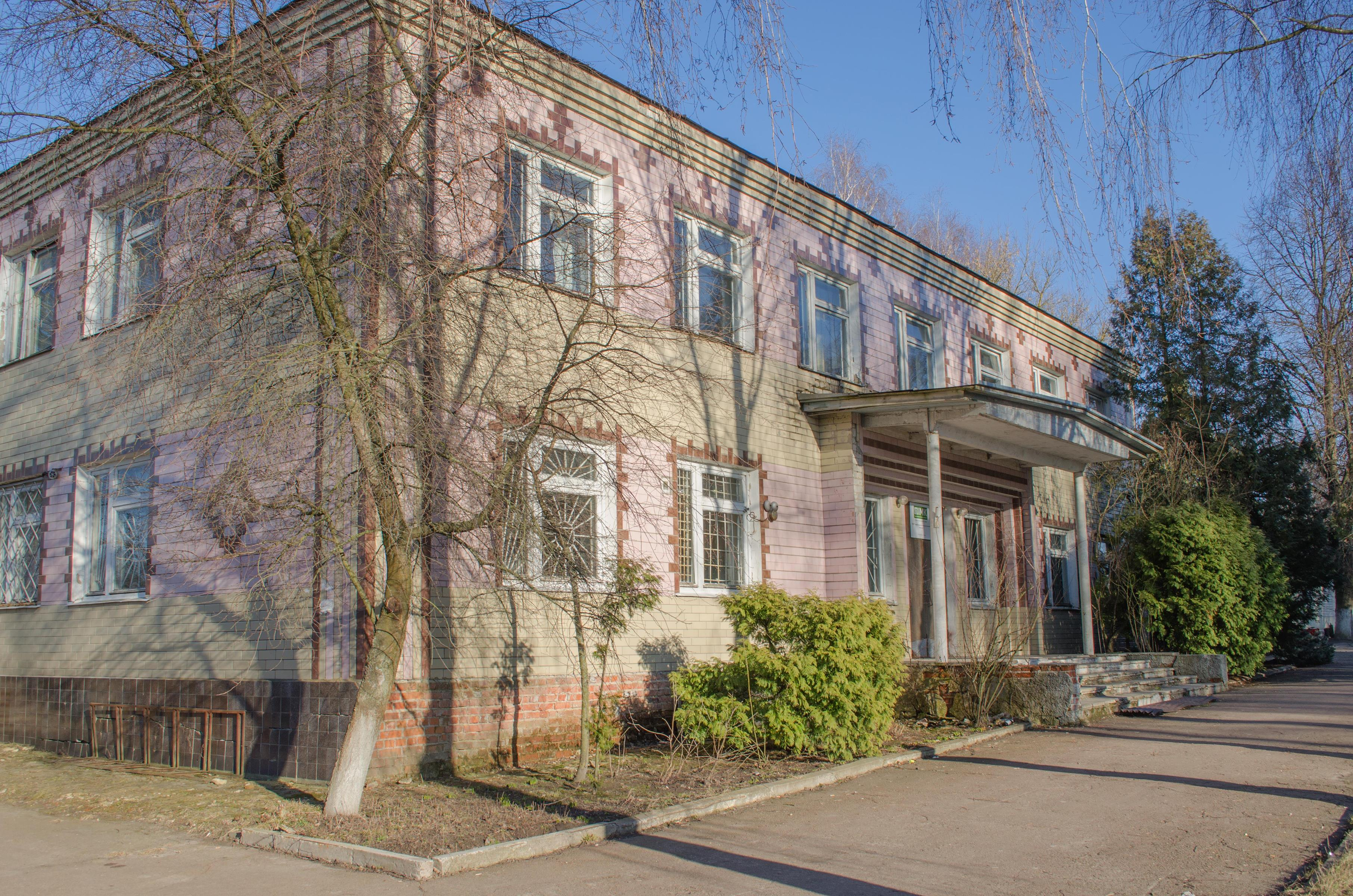
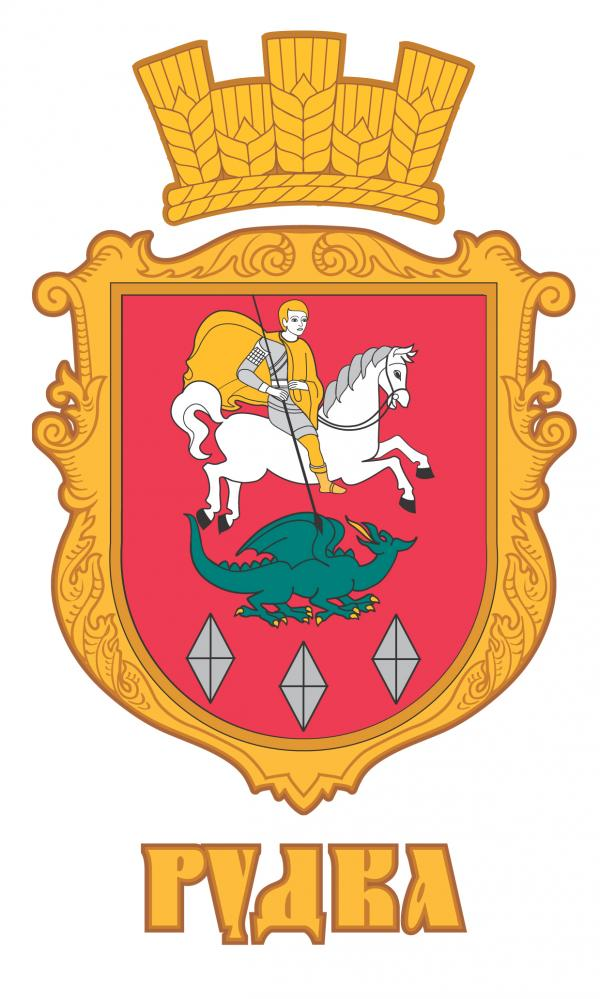
Герб села
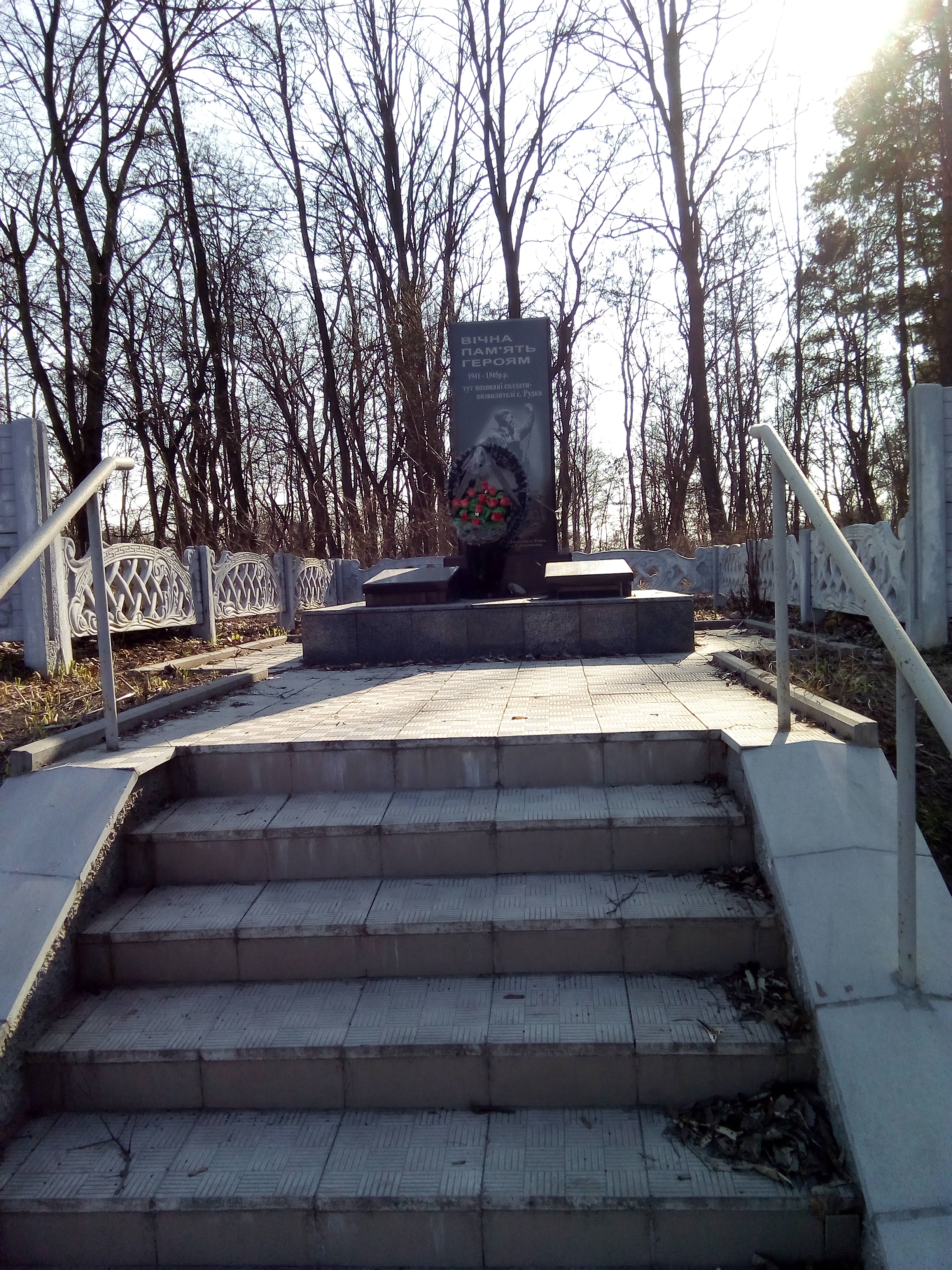
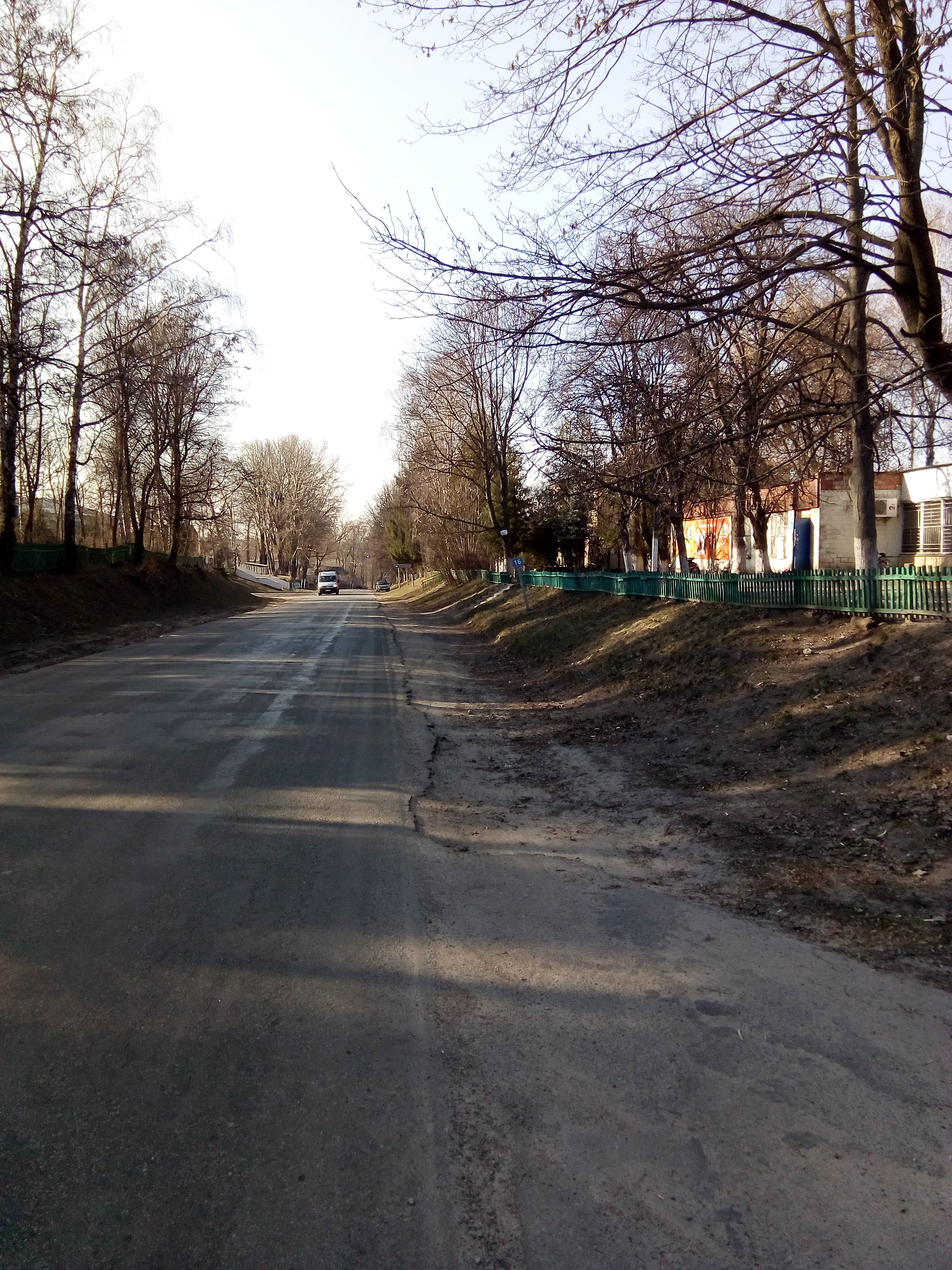
Центральна вулиця
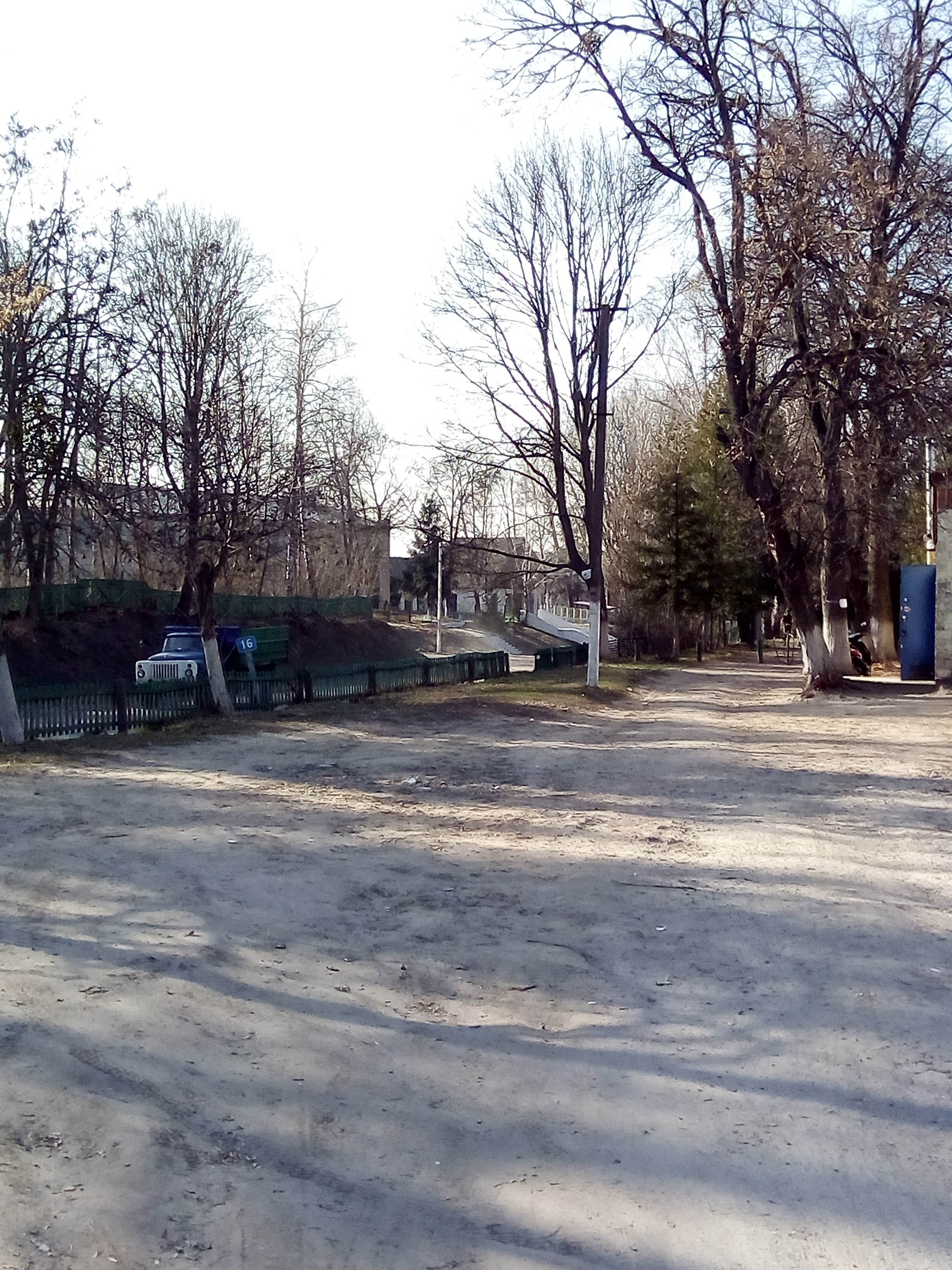
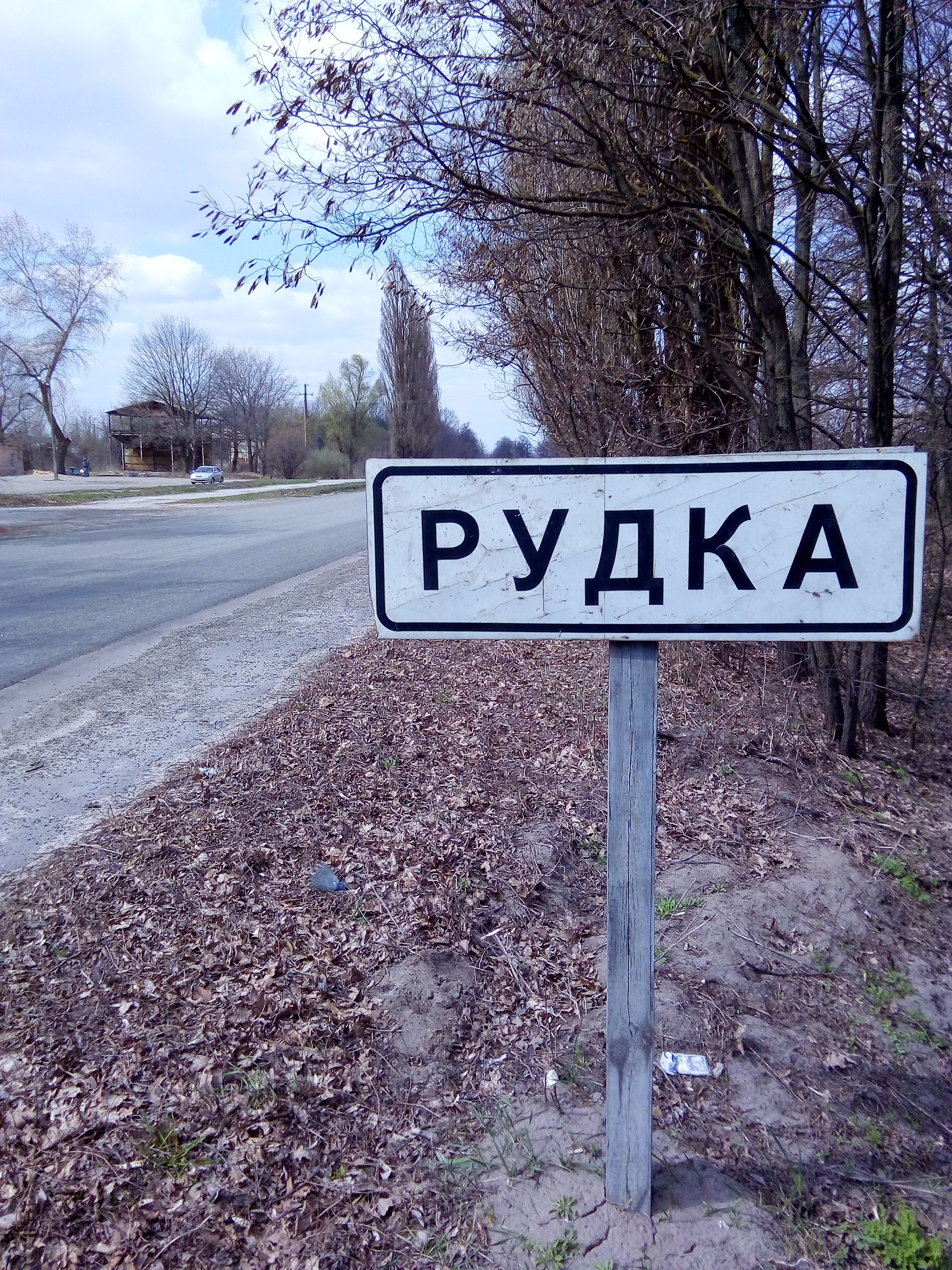
В'їзд в село.
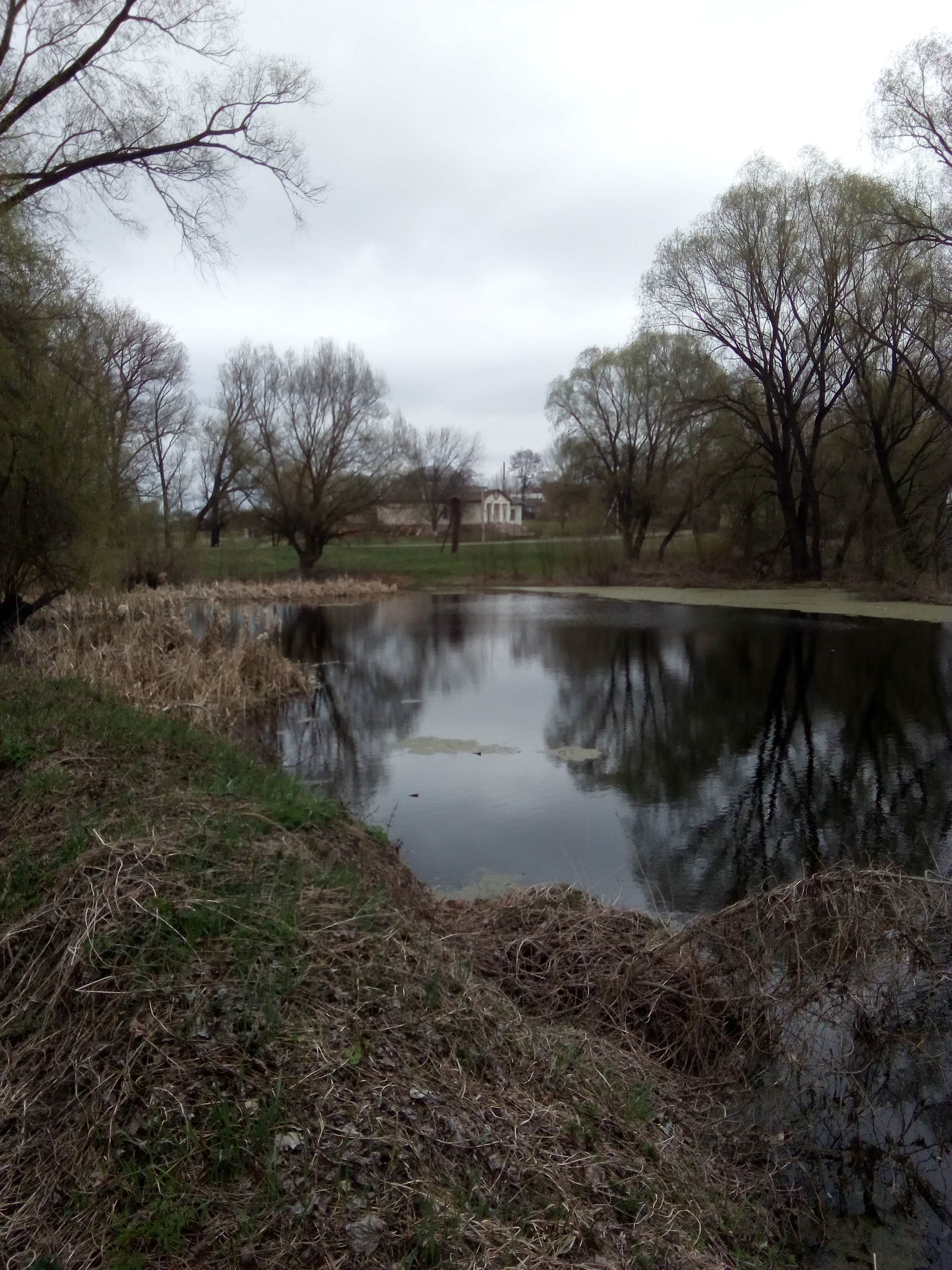
Ставок в Рудці
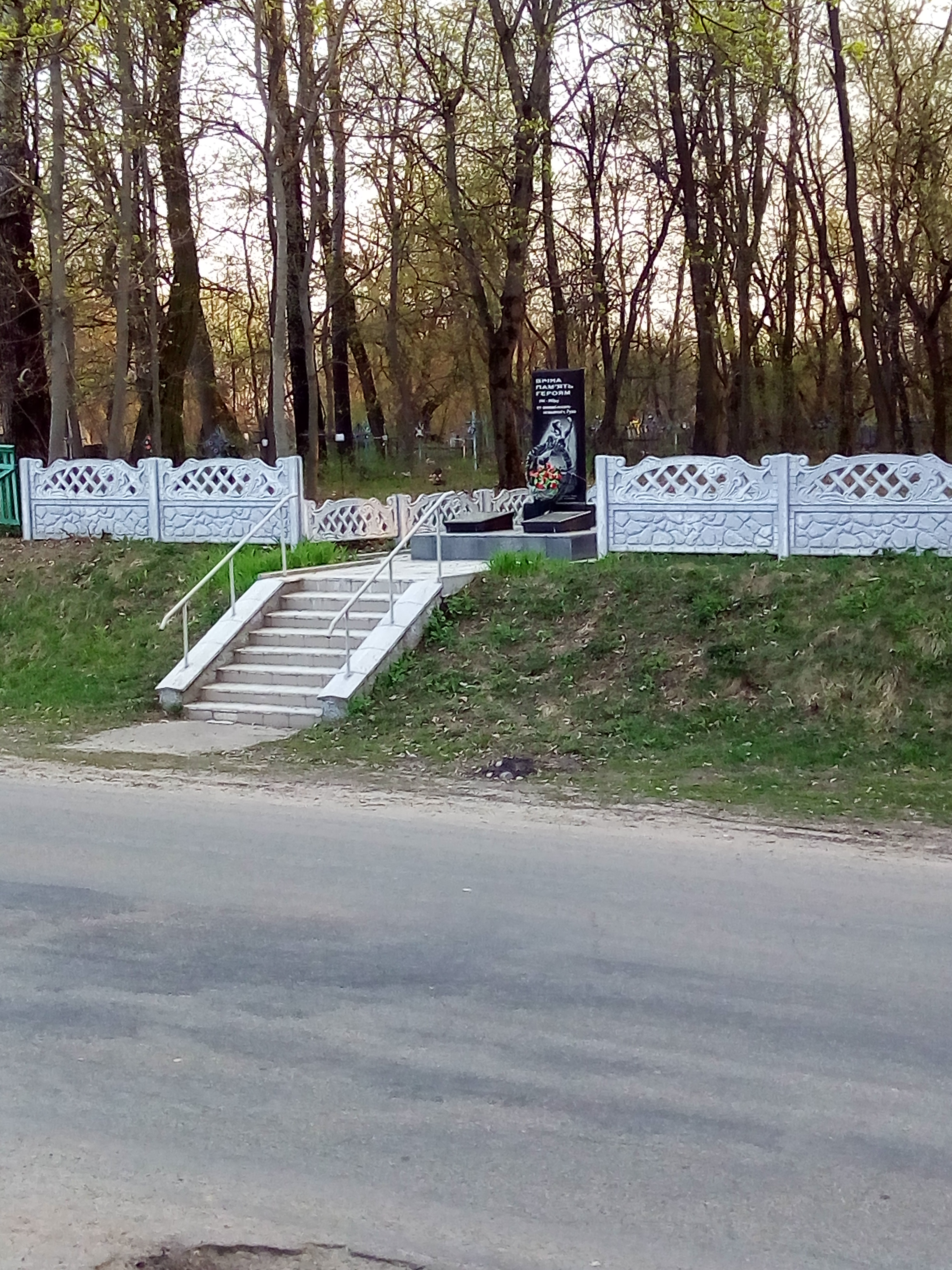
Братська могила
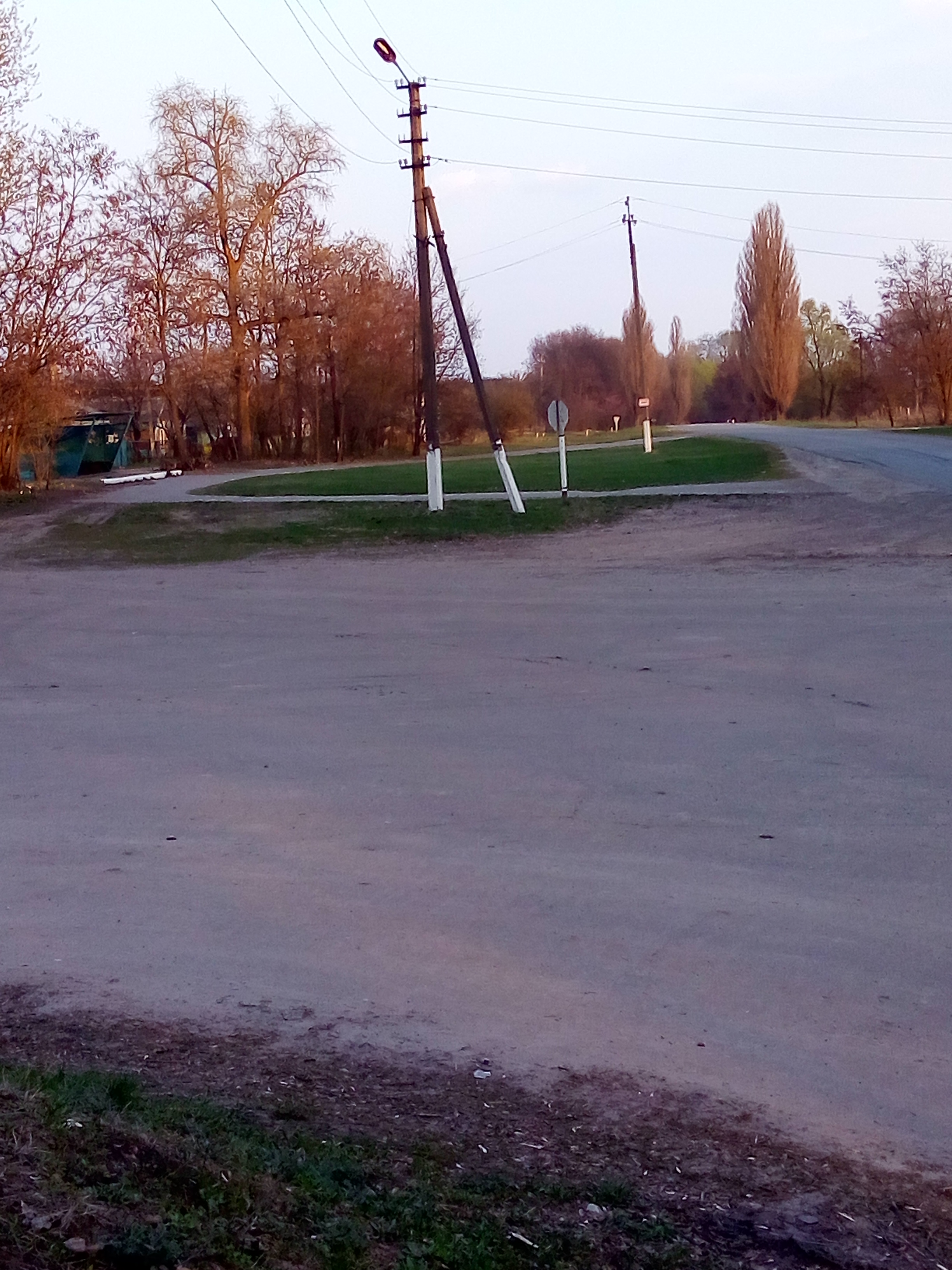
Виїзд з с.Рудка в бік Чернігова
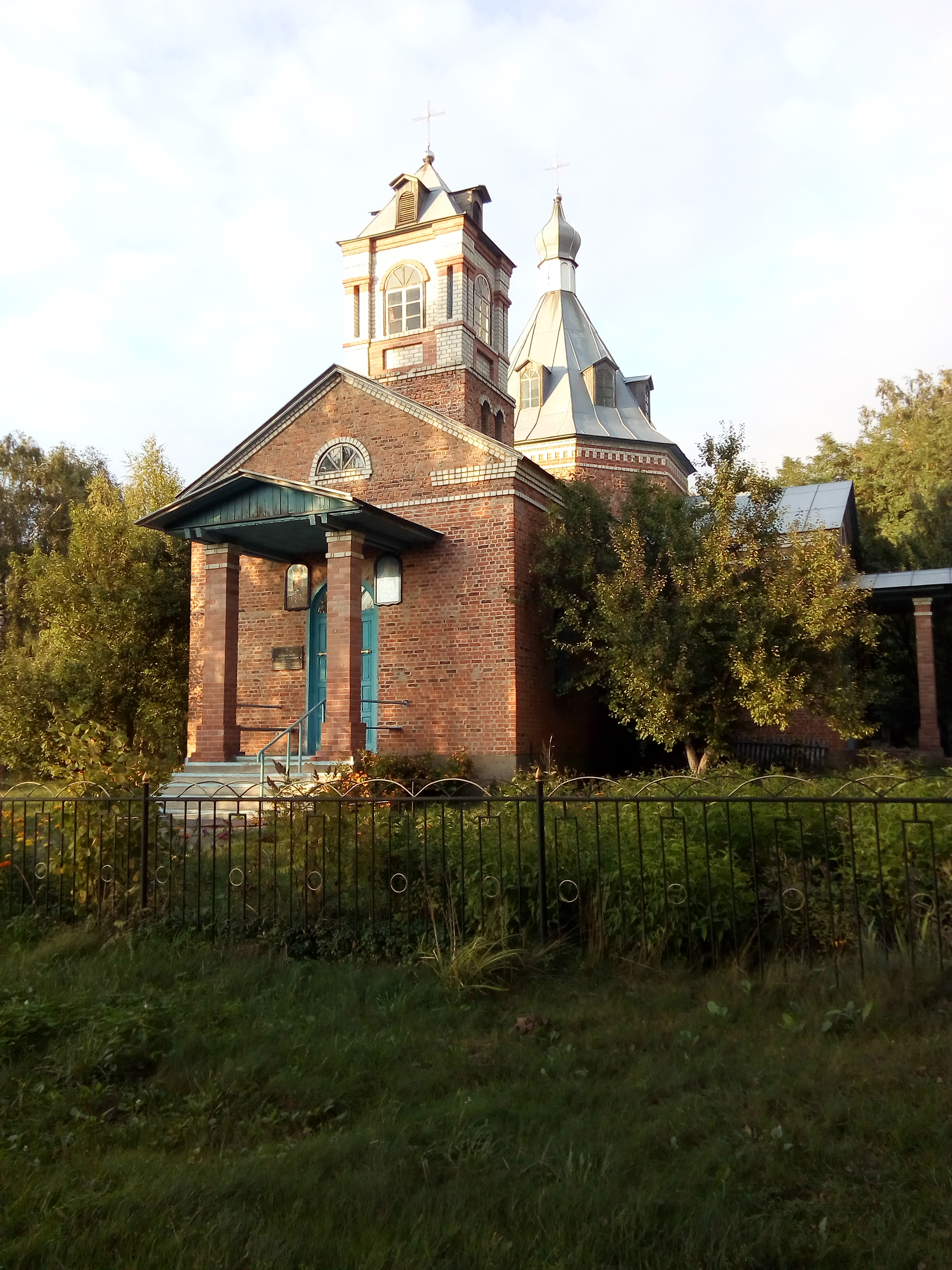
Михайло-Георгіївська церква с. Рудка